# Literaturjahr 1865
Liste der Literaturjahre

◄◄ | ◄ | 1861 | 1862 | 1863 | 1864 | Literaturjahr 1865 | 1866 | 1867 | 1868 | 1869 | ► | ►►

Weitere Ereignisse
Dieser Artikel behandelt das Literaturjahr 1865.

## Ereignisse

### Prosa

#### Deutschsprachige Literatur
- September: Mit der Erzählung Die zwölf Apostel wird das literarische Debüt von E. Marlitt in vier Teilen in der Gartenlaube veröffentlicht. Das Werk ist ein solcher Publikumserfolg, dass Ernst Keil, der Verleger der Zeitschrift, schon Anfang des folgenden Jahres auch mit der Publikation von Marlitts erstem Roman, Goldelse, beginnt.
- Die Novelle Von Jenseit des Meeres von Theodor Storm erscheint in Westermanns Monatsheften; Der Spiegel des Cyprianus, ein Kunstmärchen von Theodor Storm, erscheint Ende des Jahres in der Zeitschrift Der Bazar.
- Ferdinand von Saar verfasst die im Folgejahr veröffentlichte Novelle Innocens.
- Wilhelmine von Hillern veröffentlicht ihren ersten Roman Doppelleben.

#### Englischsprachige Literatur

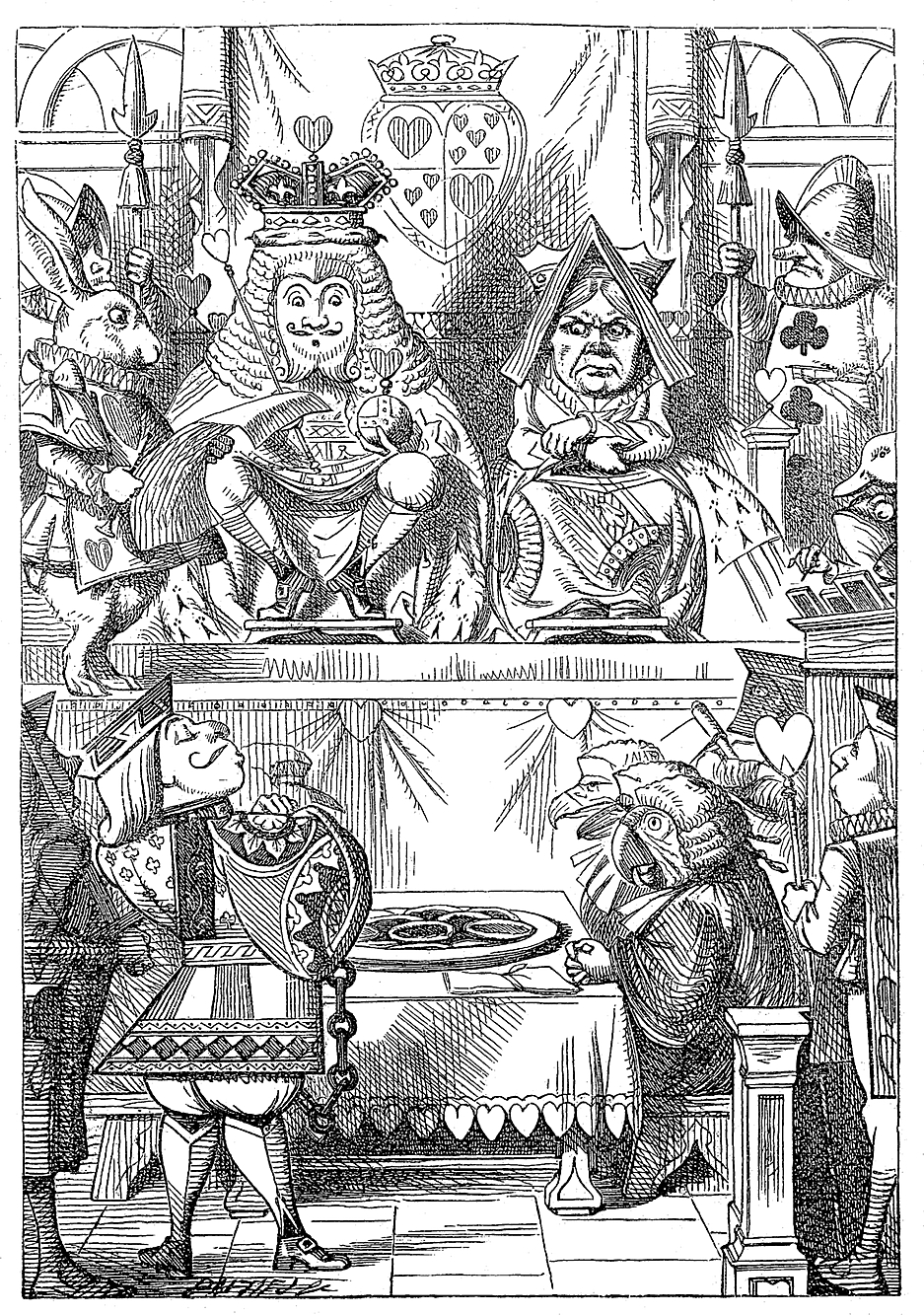
Originalillustration Alice im Wunderland von John Tenniel

- 4. Juli: Alice’s Adventures in Wonderland von Lewis Carroll erscheint erstmals im Druck. Eine zweite Auflage erscheint bereits im Dezember.

- Charles Dickens vollendet seinen letzten Roman Our Mutual Friend (Unser gemeinsamer Freund). Im selben Jahr ist er in den für ihn traumatisierenden Eisenbahnunfall von Staplehurst verwickelt.
- Die in Charles Henry Webbs Wochenzeitschrift The Californian veröffentlichte Geschichte Jim Smiley and His Jumping Frog (Der berühmte Springfrosch von Calaveras) bringt Mark Twain erstmals in das Rampenlicht der US-amerikanischen Öffentlichkeit.

#### Russischsprachige Literatur
- In der ab Februar von Fjodor und Michail Dostojewski herausgegebenen Zeitschrift Epocha veröffentlicht Nikolai Semjonowitsch Leskow die Novelle Ledi Makbet našego uezda (Die Lady Macbeth unseres Landkreises). Im Juni muss die Zeitschrift nach nur einem Jahr ihr Erscheinen einstellen. Dostojewskis Erzählung Das Krokodil bleibt daraufhin unvollendet.

- Fjodor Dostojewski besucht auf seiner zweiten Auslandsreise die Spielbank Wiesbaden, wo er seine gesamte Reisekasse verspielt. Im selben Jahr diktiert er innerhalb von 26 Tagen seiner Frau Anna den Roman Der Spieler.

#### Weitere Sprachen

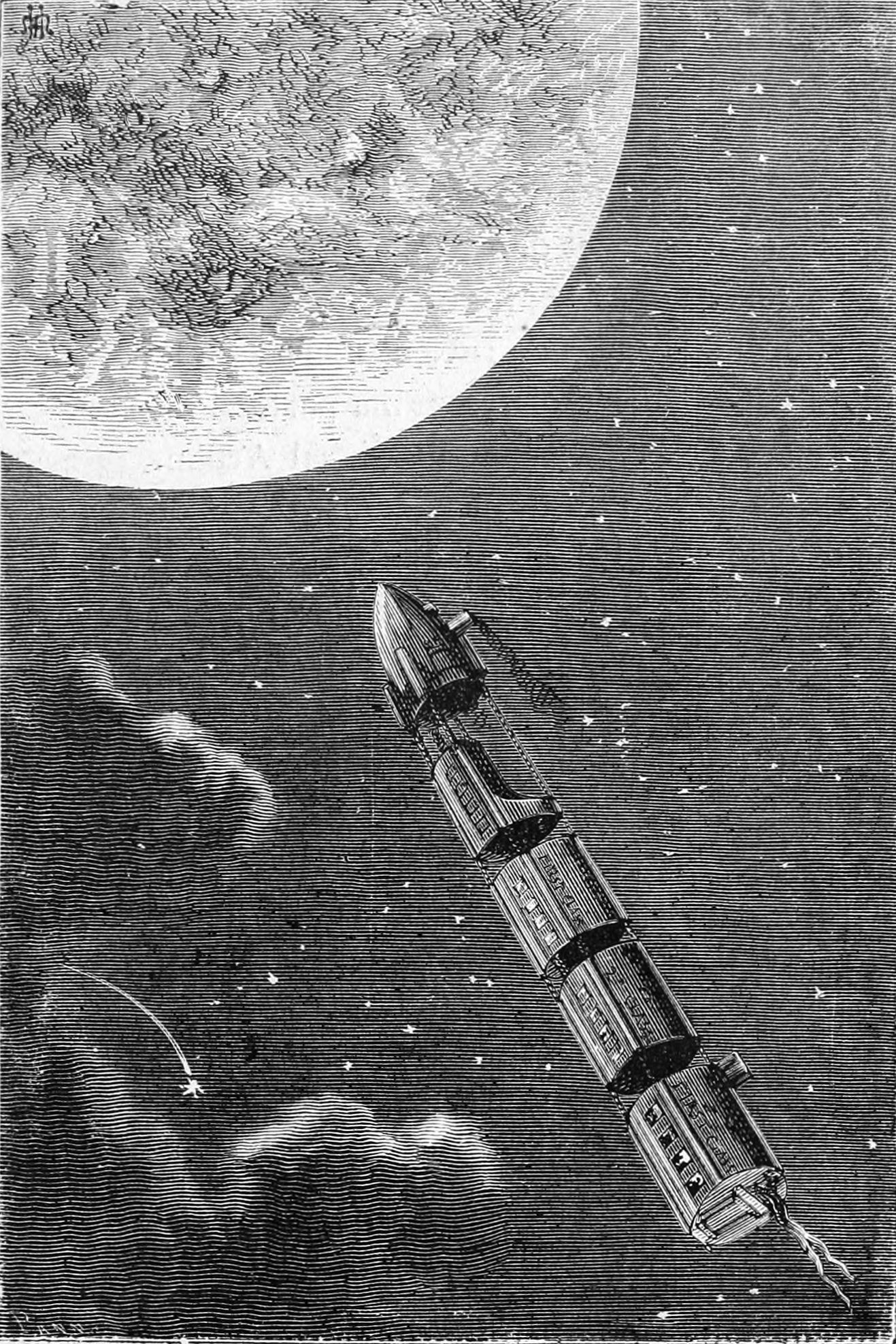
Illustration Von der Erde zum Mond

- 25. Oktober: Jules Verne veröffentlicht den Roman De la Terre à la Lune (Von der Erde zum Mond) in Buchform, nachdem das Werk bereits vom 14. September bis 14. Oktober im Feuilleton-Teil der Zeitung Journal des Débats in Fortsetzungen erschienen ist.

- Von José de Alencar erscheint der Roman Iracema. Der zweite Teil einer Trilogie gilt als bedeutendes Werk der brasilianischen Romantik.

### Lyrik
- Juni: Stéphane Mallarmé unterbricht die aufreibende Arbeit an der Hérodiade und beginnt mit dem symbolistischen Gedicht L’Après-midi d’un faune. Mallarmé wählte als Untertitel seines Gedichts den Gattungsbegriff Ekloge, womit er es in die Tradition der Bukolik stellt.

Das Attentat auf Abraham Lincoln am 15. April inspiriert Walt Whitman zu seinem Gedicht O Captain! My Captain!. Es wird in seiner 18 Gedichte zum Amerikanischen Bürgerkrieg umfassenden Sammlung Sequel to Drum-Taps im November erstmals veröffentlicht.

### Bildergeschichten

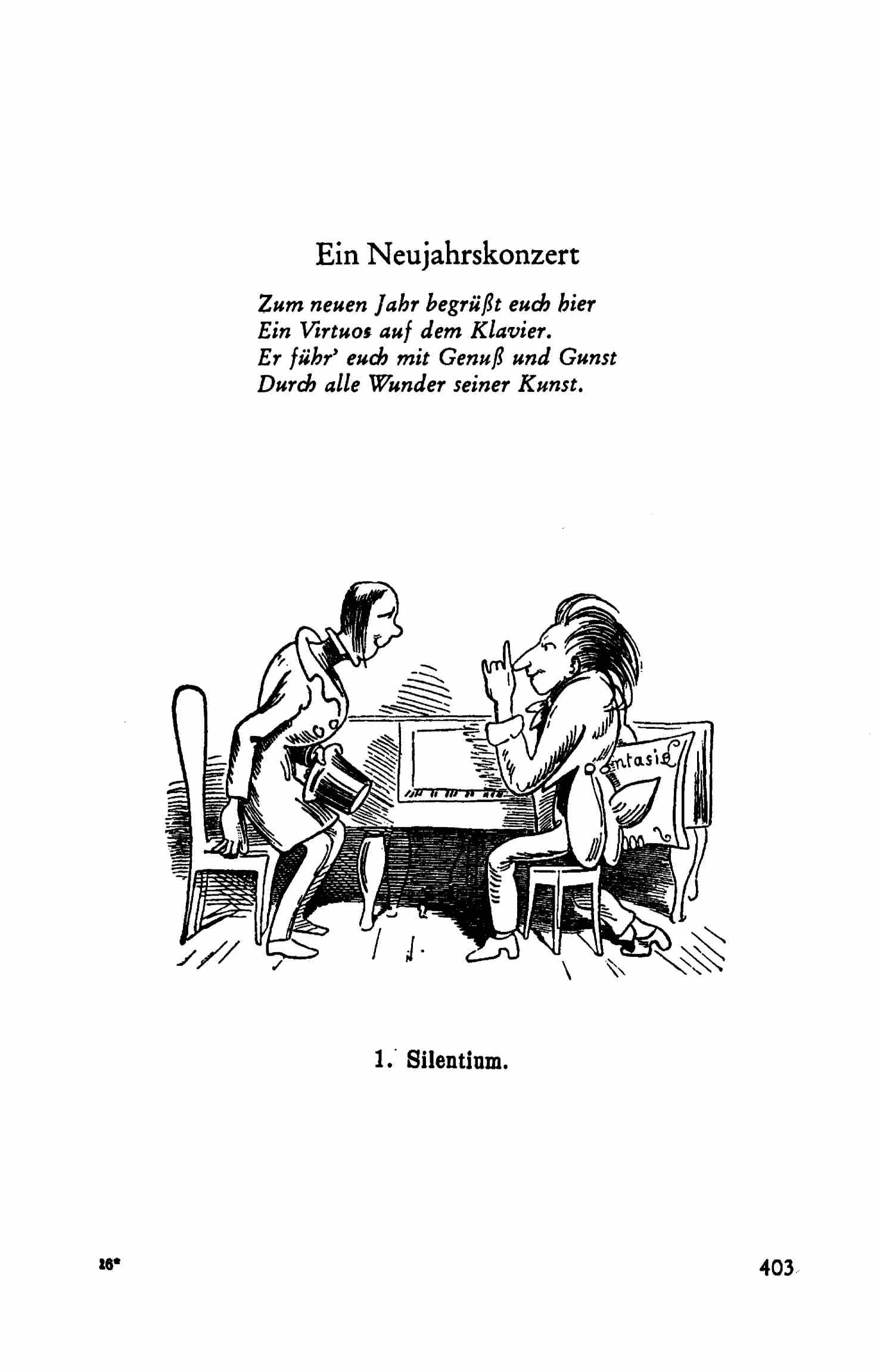
Eingangsszene aus Der Virtuos

- Ende Oktober: Max und Moritz – Eine Bubengeschichte in sieben Streichen von Wilhelm Busch erscheint erstmals. Im gleichen Jahr veröffentlicht Busch auch die Bildergeschichte Der Virtuos in den Fliegenden Blättern des Münchner Verlages Braun & Schneider.

### Periodika
- Oktober: André Gill gründet in Paris die Satirezeitschrift La Lune.

- Das russische satirische Wochenblatt Budilnik erscheint erstmals.

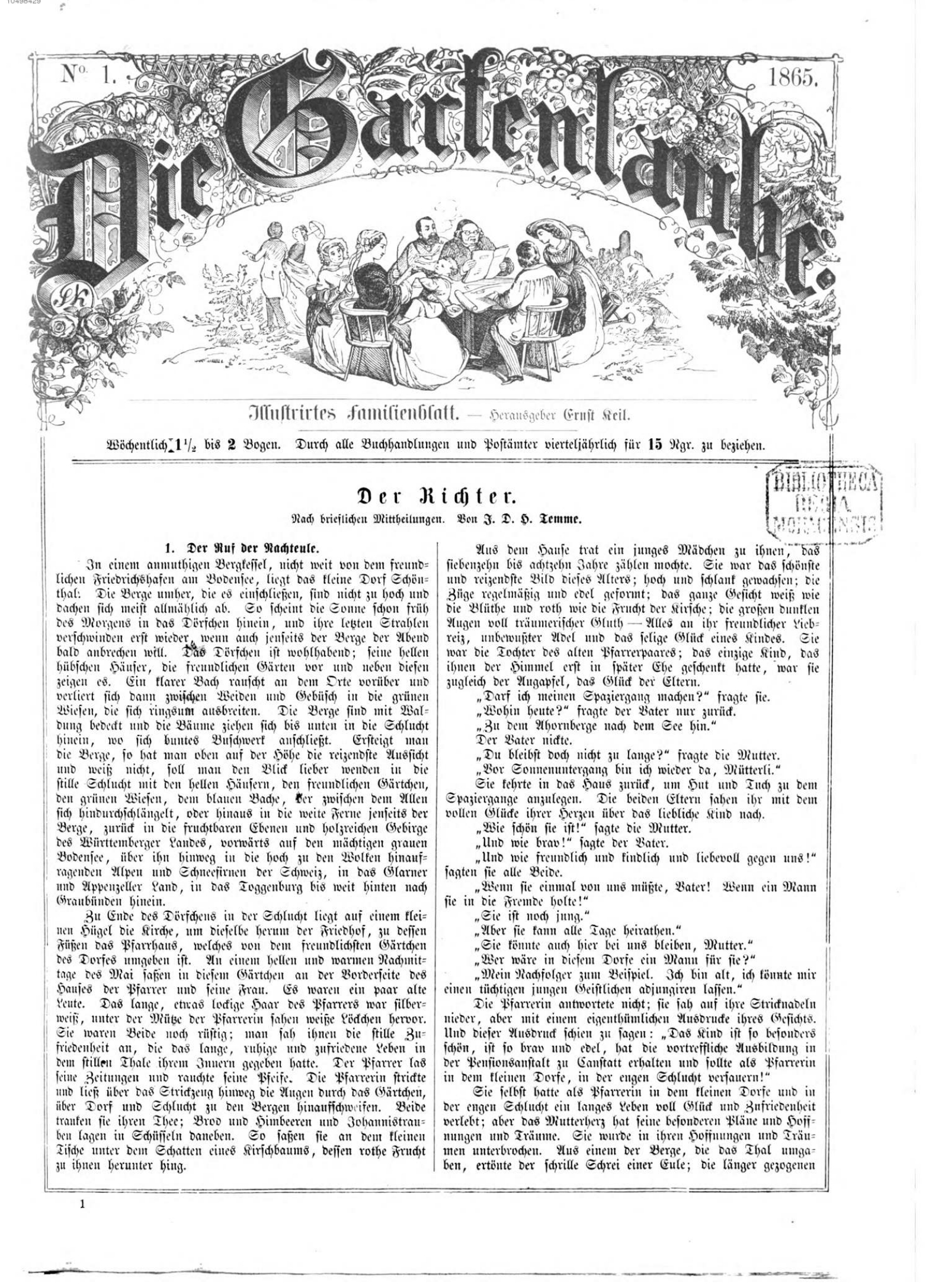
Die Gartenlaube 1865

- Das 1807 gegründete Morgenblatt für gebildete Stände wird nach dem Tod des letzten Chefredakteurs Hermann Hauff am 16. August eingestellt. Die letzte Ausgabe erscheint am 24. Dezember.
- Die seit 1858 erscheinende Monatsschrift Die Maje von W. O. von Horn stellt ihr Erscheinen ein.
- Die seit 1860 erscheinende Neue Bündner Zeitung stellt ohne Angabe von Gründen ihr Erscheinen ein.

### Sachliteratur
- Nach einer ausgedehnten Studienreise durch Asien verfasst Heinrich Schliemann sein erstes Buch La Chine et le Japon (China und Japan). Mit seiner genauen, sachlichen Beschreibung ist das Buch eine gute Quelle zur Kenntnis des vormodernen Alltags in diesen beiden Ländern.

### Sonstiges
- Karl May wird wegen Erschleichung zu vier Jahren Arbeitshaus verurteilt und ins Arbeitshaus Schloss Osterstein in Zwickau überstellt. Aufgrund guter Führung wird er dort „besonderer Schreiber“ des Gefängnisinspektors Alexander Krell, dem er für Fachaufsätze zuarbeitet. Für seine eigene geplante Schriftstellerkarriere legt er in dieser Zeit eine Liste mit über hundert Titeln und Sujets an.

## Geboren
- 6. Januar: Siegmar von Schultze-Galléra, deutscher Schriftsteller und Heimatforscher († 1945)
- 26. Januar: Sabino Arana Goiri, spanisch-baskischer Dichter und Politiker († 1903)
- 28. Januar: Emma Eckstein, österreichische Publizistin, Frauenrechtlerin und Kinderbuchautorin; Patientin Sigmund Freuds († 1924)
- 31. Januar: Henri Desgrange, französischer Zeitungsherausgeber und Begründer der Tour de France († 1940)
- 19. Februar: Sven Hedin, schwedischer Asienforscher und Reiseschriftsteller († 1952)

- 8. März: Leo Belmont, polnischer Jurist, Journalist, Dichter und Schriftsteller († 1941)
- 13. März: Josef Schregel, deutscher Dichter († 1946)
- 16. März: Aspazija, lettische Schriftstellerin († 1943)
- 18. März: Eduard Stucken, deutscher Schriftsteller († 1936)
- 23. März: Josef Schwab, deutscher Journalist († 1942)
- 28. März: Mary Findlater, britische Schriftstellerin († 1963)

- 9. April: Adela Florence Nicolson, englische Lyrikerin († 1904)
- 21. Mai: Meinrad Lienert, Schweizer Mundart- und Heimatdichter († 1933)

- 3. Juni: Ernst Moriz Kronfeld, österreichischer Botaniker und Journalist († 1942)
- 13. Juni: William Butler Yeats, irischer Dichter († 1939)
- 28. Juni: Otto Julius Bierbaum, deutscher Schriftsteller († 1910)

- 2. Juli: Lily Braun, deutsche Schriftstellerin und Frauenrechtlerin († 1916)
- 15. Juli: Alfred Harmsworth, britischer Journalist und Verleger († 1922)

- 17. August: Otto Pflanzl, österreichischer Heimatdichter († 1943)
- 29. August: Hedwig Lachmann, deutsche Schriftstellerin, Übersetzerin und Dichterin († 1918)
- 31. August: Heinrich Pudor, deutscher Publizist und Pionier der Freikörperkultur in Deutschland († 1943)

- 1. September: Ishibashi Ningetsu, japanischer Literaturkritiker und Schriftsteller († 1926)
- 11. September: Rainis, lettischer Schriftsteller († 1929)
- 12. September: Sophus Claussen, dänischer Schriftsteller († 1931)

- 4. Oktober: Max Halbe, deutscher Schriftsteller und Dramatiker († 1944)
- 4. Oktober: Friedrich Lienhard, deutscher Schriftsteller († 1929)
- 11. Oktober: Hans E. Kinck, norwegischer Schriftsteller († 1926)
- 14. Oktober: Felix Buttersack, deutscher Militärarzt und Schriftsteller († 1950)
- 18. Oktober: Karl Eugen Neumann, österreichischer Übersetzer der Reden des Buddha († 1915)
- 31. Oktober: Wilfrid Michael Voynich, US-amerikanischer Büchersammler († 1930)

- 2. November: Carl Grunert, deutscher Schriftsteller († 1918)
- 19. November: Friedrich Schrader, deutscher Schriftsteller und Orientalist († 1922)
- 21. November: Pierre-Barthélemy Gheusi, französischer Schriftsteller, Journalist und Theaterleiter († 1943)

- 17. Dezember: Paul Oskar Höcker, deutscher Redakteur und Schriftsteller († 1944)
- 21. Dezember: Nina Boyle, britische Autorin, Journalistin, Suffragette, Frauenrechtsaktivistin und Sozialarbeiterin († 1943)
- 30. Dezember: Rudyard Kipling, britischer Schriftsteller und Nobelpreisträger († 1936)

## Gestorben

### Erstes Halbjahr
- 2. Januar: Gustaw Olizar, Adelsmarschall von Kiew, Schriftsteller und Eigentümer der Ortschaft Korestyszow in Wolhynien (* 1798)
- 11. Januar: Franz von Hartig, österreichischer Staatsmann und Publizist (* 1789)
- 13. Januar: Charles Monnard, Schweizer Historiker, Politiker, reformierter Pfarrer, Schriftsteller und Hochschullehrer (* 1790)
- 18. Januar: Magnus Jacob Crusenstolpe, schwedischer Adeliger, Publizist und Schriftsteller (* 1795)
- 21. Januar: Xavier-Boniface Saintine, französischer Lustspiel-, Vaudeville- und Romanautor (* 1798)
- 28. Januar: Felice Romani, italienischer Autor und Opernlibrettist (* 1788)

- 6. Februar: Isabella Beeton, britische Kochbuchautorin (* 1836)
- 15. Februar: Georg Landau, deutscher Archivar und Historiker (* 1807)

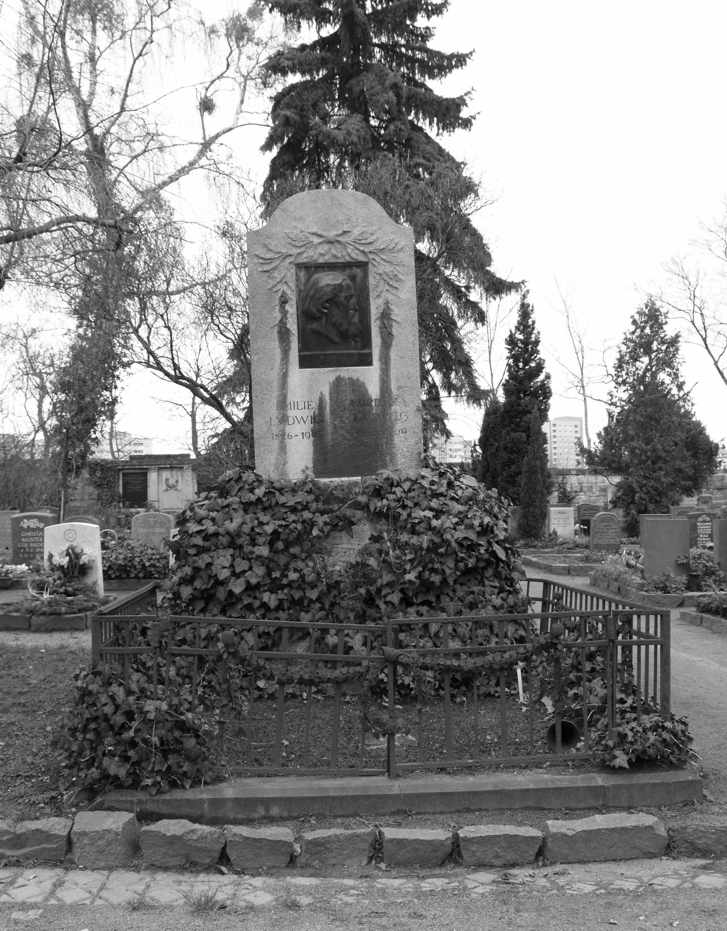
Otto Ludwigs Grab auf dem Trinitatisfriedhof in Dresden

- 25. Februar: Otto Ludwig, deutscher Schriftsteller (* 1813)
- 27. Februar: Miklós Jósika, ungarischer Romanschriftsteller (* 1794)

- 14. März: Wilhelm Theodor von Chézy, österreichischer Schriftsteller, Romancier, Übersetzer und Journalist (* 1806)
- 16. März: Gustav Kolb, deutscher Publizist und Redakteur (* 1798)
- 16. April: Alfredo Possolo Hogan, portugiesischer Schriftsteller und Dramatiker (* 1830)

- 20. Juni: Rudolf Gustav Puff, steirischer Dichter, Schriftsteller und Förderer der slowenischen Kultur (* 1808)
- 22. Juni: Ángel de Saavedra, spanischer Ministerpräsident, Schriftsteller und Diplomat (* 1791)

### Zweites Halbjahr
- 10. Juli: Wilhelmine Herzlieb, Bekannte und mögliche Muse Goethes (* 1789)
- 11. Juli: Richard Hildreth, US-amerikanischer Jurist und Schriftsteller (* 1807)
- 11. Juli: Joseph Thamm, deutscher Illustrator, Maler und Autor (* 1804)

- 2. August: Ventura de la Vega, spanisch-argentinischer Dramenautor und Librettist (* 1807)
- 4. August: William Edmonstoune Aytoun, schottischer Schriftsteller und Dichter (* 1813)
- 12. August: Rudolf Mayer, böhmischer Dichter und Schriftsteller (* 1837)
- 16. August: Hermann Hauff, deutscher Schriftsteller, Redakteur und Übersetzer, Bruder von Wilhelm Hauff (* 1800)
- 23. August: Ferdinand Georg Waldmüller, österreichischer Maler und Kunstschriftsteller (* 1793)
- 24. August: Friedrich Brockhaus, deutscher Buchhändler und Verleger (* 1800)
- 27. August: Thomas Chandler Haliburton, kanadischer Schriftsteller (* 1796)
- 30. September: Samuel David Luzzatto, italienisch-jüdischer Gelehrter, Dichter und Aufklärer (* 1800)

- 8. Oktober: Joaquín Francisco Pacheco, spanischer Jurist, Schriftsteller und Politiker (* 1808)
- 11. Oktober: Christopher Hodgson, englischer Entdeckungsreisender, Schriftsteller und Diplomat (* 1821)
- 13. Oktober: Petro Hulak-Artemowskyj, ukrainischer Schriftsteller und Übersetzer (* 1790)
- 19. Oktober: Wilhelm August Ackermann, deutscher Pädagoge, Bibliothekar und Kunsthistoriker (* 1793)
- 20. Oktober: Charles Dupeuty, französischer Dramatiker und Librettist (* 1798)
- 30. Oktober: Martin Bossange, französischer Buchhändler (* 1766)

- 7. November: Mélesville, französischer Dramatiker und Jurist (* 1787)
- 12. November: Elizabeth Gaskell, britische Schriftstellerin (* 1810)
- 20. November: Johanne Amalie von Elterlein, deutsche Heimatlieddichterin (* 1784)
- 25. November: Andreas Nikolai de Saint-Aubain, dänischer Schriftsteller (* 1798)

- 1. Dezember: Abraham Emanuel Fröhlich, Schweizer Theologe und Schriftsteller (* 1796)
- 3. Dezember: Joseph Marie Quérard, französischer Bibliograph (* 1797)
- 8. Dezember: Vinzenz Rosenzweig von Schwannau, österreichischer Diplomat und Orientalist, Übersetzer orientalischer Literatur (* 1791)
- 10. Dezember: Louis Adrien Huart, französischer Journalist, Schriftsteller und Theaterdirektor (* 1813)
- 20. Dezember: Christian Blattl der Jüngere, österreichischer Bauer und Volkslieddichter (* 1805)
- 31. Dezember: Fredrika Bremer, schwedische Schriftstellerin und Führerin der Frauenbewegung (* 1801)